# Simon Webbe

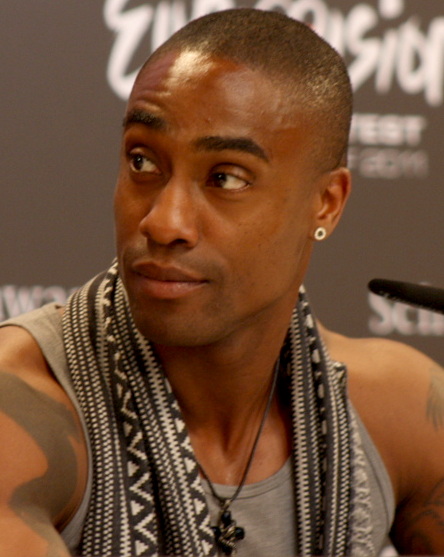
Simon Webbe (2011)

Simon Solomon Webbe (* 30. März 1979 in Manchester) ist ein britischer Sänger, der vor allem als Mitglied der Boygroup Blue bekannt wurde.

## Solokarriere
Eine Kreativpause der Band nutzte Webbe, wie schon auch zuvor sein Bandkollege Lee Ryan, zur Verfolgung eines Soloprojektes. Im Sommer 2005 erschien seine Debütsingle Lay Your Hands, die Platz 4 der britischen Charts erreichte. Bekannt wurde Webbe im deutschsprachigen Raum vor allem durch das Lied Coming Around Again, welches im Herbst 2006 erschien. Für die Comicverfilmung Fantastic Four: Rise of the Silver Surfer steuerte Webbe den Titelsong Ride the Storm bei. Gemeinsam mit dem Lied Grace erschien es im Juni 2007 als Single.
2008 nahm er an der achten Staffel der britischen Fernsehshow I’m a Celebrity…Get Me Out of Here! teil.

## Blue

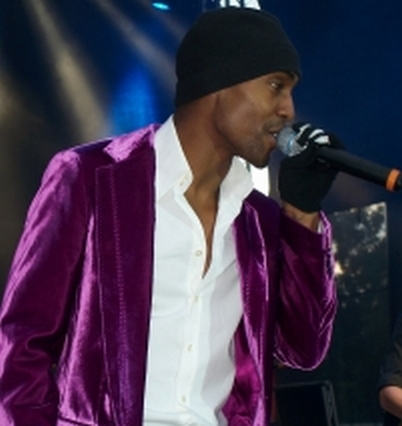
Simon Webbe (2006)

2001 gründete er zusammen mit den Sängern Lee Ryan, Duncan James und Antony Costa die Boygroup Blue. Die Band wurde zu einer der erfolgreichsten Großbritanniens. Zwischen 2001 und 2003 landeten drei Singles und drei Alben der Band auf Platz 1 der dortigen Charts. Weltweit verkauften Blue etwa 13 Millionen Platten.

## Privates
Webbe zeigte als Jugendlicher herausragendes Talent als Fußballspieler. An einer angestrebten Karriere als Profispieler hinderte ihn jedoch eine schwere Verletzung. Keisha Buchanan, ehemaliges Mitglied der Girlgroup Sugababes, ist seine Cousine. Er hat eine Tochter, die bei ihrer Mutter in Großbritannien lebt.

## Diskografie

### Alben
| Jahr | Titel     | Höchstplatzierung, Gesamtwochen, AuszeichnungChartplatzierungen (Jahr, Titel, Platzierungen, Wochen, Auszeichnungen, Anmerkungen) | Höchstplatzierung, Gesamtwochen, AuszeichnungChartplatzierungen (Jahr, Titel, Platzierungen, Wochen, Auszeichnungen, Anmerkungen) | Höchstplatzierung, Gesamtwochen, AuszeichnungChartplatzierungen (Jahr, Titel, Platzierungen, Wochen, Auszeichnungen, Anmerkungen) | Höchstplatzierung, Gesamtwochen, AuszeichnungChartplatzierungen (Jahr, Titel, Platzierungen, Wochen, Auszeichnungen, Anmerkungen) | Anmerkungen                             |
| Jahr | Titel     | DE | AT | CH | UK | Anmerkungen                             |
| ---- | --------- | --- | --- | --- | --- | --------------------------------------- |
| 2005 | Sanctuary | DE96 (1 Wo.)DE | — | CH45 (11 Wo.)CH | UK7 ×2Doppelplatin · (25 Wo.)UK                                                                                                   | Erstveröffentlichung: 25. November 2005 |
| 2006 | Grace     | DE13 (5 Wo.)DE | AT35 (3 Wo.)AT | CH19 (7 Wo.)CH | UK11 Gold · (10 Wo.)UK | Erstveröffentlichung: 19. November 2006 |

### Singles
| Jahr | Titel Album                   | Höchstplatzierung, Gesamtwochen, AuszeichnungChartplatzierungen (Jahr, Titel, Album, Platzierungen, Wochen, Auszeichnungen, Anmerkungen) | Höchstplatzierung, Gesamtwochen, AuszeichnungChartplatzierungen (Jahr, Titel, Album, Platzierungen, Wochen, Auszeichnungen, Anmerkungen) | Höchstplatzierung, Gesamtwochen, AuszeichnungChartplatzierungen (Jahr, Titel, Album, Platzierungen, Wochen, Auszeichnungen, Anmerkungen) | Höchstplatzierung, Gesamtwochen, AuszeichnungChartplatzierungen (Jahr, Titel, Album, Platzierungen, Wochen, Auszeichnungen, Anmerkungen) | Anmerkungen                                           |
| Jahr | Titel Album                   | DE | AT | CH | UK | Anmerkungen                                           |
| ---- | ----------------------------- | --- | --- | --- | --- | ----------------------------------------------------- |
| 2005 | Lay Your Hands Sanctuary      | DE48 (9 Wo.)DE | AT48 (8 Wo.)AT | CH51 (10 Wo.)CH | UK4 (16 Wo.)UK | Erstveröffentlichung: 5. September 2005               |
| 2006 | No Worries Sanctuary          | DE59 (9 Wo.)DE | AT49 (9 Wo.)AT | CH27 (18 Wo.)CH | UK4 Silber · (16 Wo.)UK | Erstveröffentlichung: 10. Februar 2006                |
| 2006 | After All This Time Sanctuary | — | — | CH53 (4 Wo.)CH | UK16 (6 Wo.)UK | Erstveröffentlichung: 26. Mai 2006                    |
| 2006 | Coming Around Again Grace     | DE36 (9 Wo.)DE | AT46 (5 Wo.)AT | CH36 (10 Wo.)CH | UK12 (7 Wo.)UK | Erstveröffentlichung: Oktober 2006                    |
| 2007 | My Soul Pleads for You Grace  | — | — | — | UK45 (3 Wo.)UK | Erstveröffentlichung: 5. Februar 2007                 |
| 2007 | Seventeen Grace               | DE100 (1 Wo.)DE | — | — | — | Erstveröffentlichung: 18. Mai 2007 nur in Deutschland |
| 2007 | Grace / Ride the Storm Grace  | — | — | — | UK36 (1 Wo.)UK | Erstveröffentlichung: 18. Juni 2007                   |

Weitere Singles
- 2017: Nothing Without You